# Miquelstraat

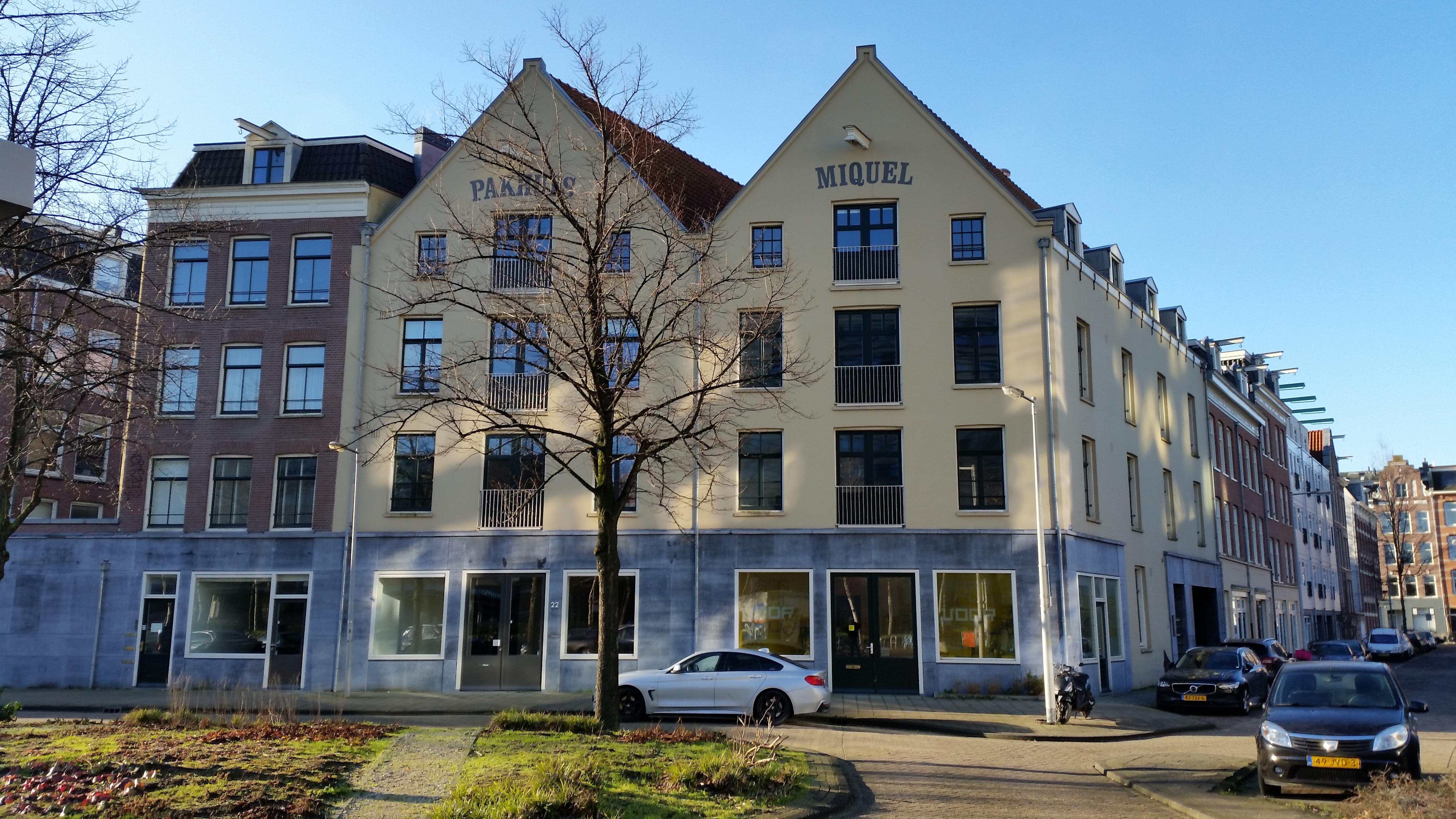
De gepleisterde panden Wibautstraat 20-22, voorheen Miquelstraat 2-4 (februari 2019)

De Miquelstraat was een straat in Amsterdam-Oost.

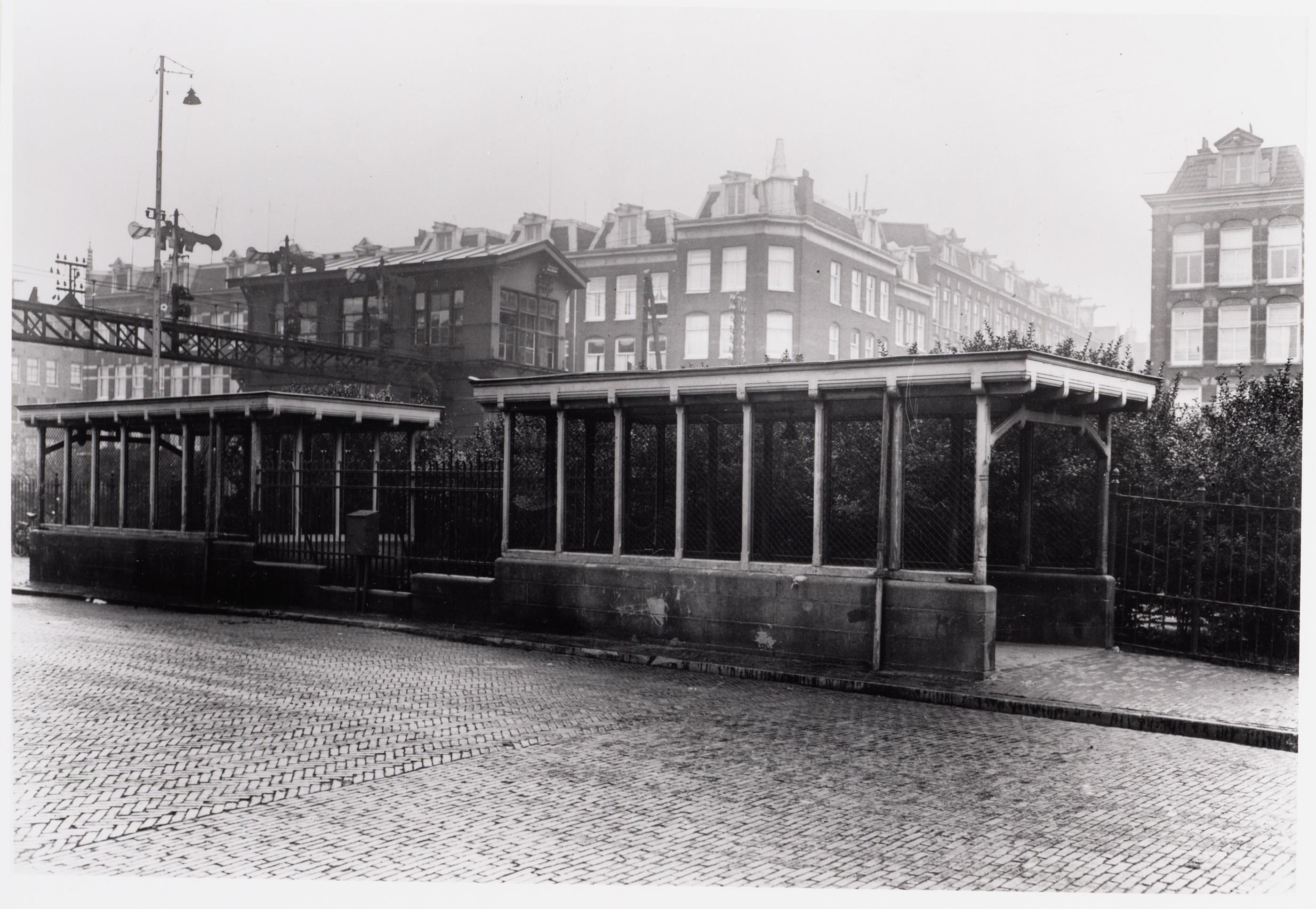
Voetgangerstunnel onder spoorbaan in 1937

De straat werd per raadsbesluit van 15 november 1882 vernoemd naar botanicus Friedrich Anton Wilhelm Miquel. De straat werd aangelegd tussen de Deymanstraat en het Oetgenspad (de latere Eerste Oosterparkstraat). De bebouwing liep parallel aan de spoorbaan van en naar het Station Amsterdam Weesperpoort. Toen deze spoorbaan na 1939 werd opgebroken en op die plaats de Wibautstraat werd aangelegd verdween de straat evenals de Spoorbaanstraat en het eerste deel van de Vrolikstraat. Op 14 augustus 1942 werd, op aandrang van de Duitse bezetters, bij besluit van burgemeester Edward Voûte een aantal Amsterdamse straatnamen veranderd. Het ging om straten die naar het Nederlandse koningshuis of naar Joden genoemd waren. De Wibautstraat werd hierbij vernoemd in Weesperpoortstraat. Na de capitulatie werd dit op 18 mei 1945 direct weer ongedaan gemaakt. Een deel van de bebouwing van de Miquelstraat was toen al verdwenen. Een aantal panden viel in de Tweede Wereldoorlog ten prooi aan houtroof, waardoor de hoek met de Blasiusstraat al ingestort was.
De straat had alleen even nummers (2 tot en met 56, waarvan 10 tot en met 24 ontbraken) op huisnummer 3 na. Daar was gevestigd een kantoor van de brouwerij Drie Hoefijzers uit Breda. Dat gebouwtje verdween al in 1942.
Het enige dat in de 21e eeuw nog aan de straatnaam herinnert is een tweetal panden samen genoemd Pakhuys Miquel (met daarnaast nog een herenhuis), die na een grote renovatie in 2009/2010 het adres Wibautstraat 20-22 (voorheen Miquelstraat/Weesperpoortstraat 2-4) en hun naam kregen.

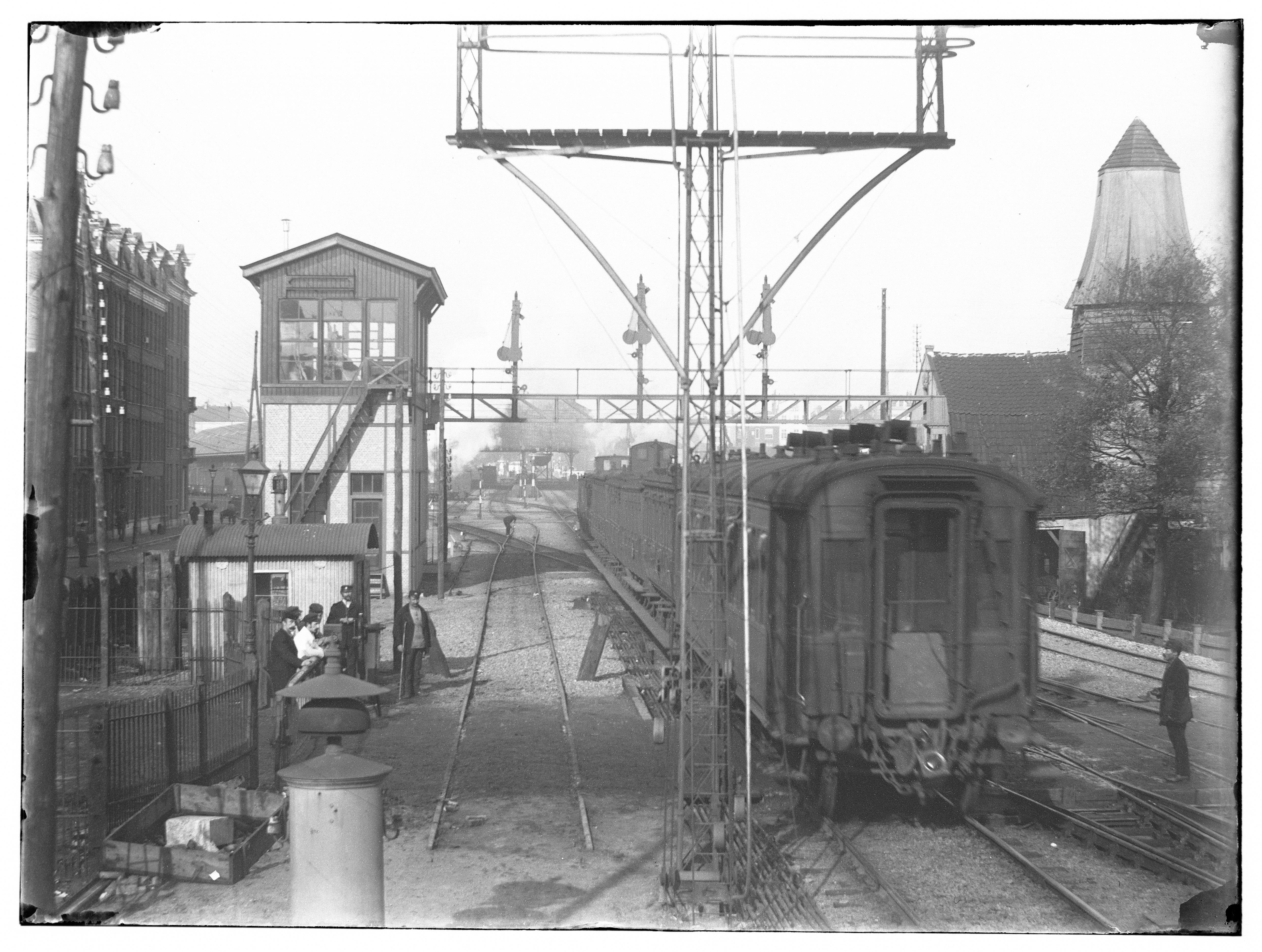
Spoorwegemplacement met uiterst links bebouwing Miquelstraat, vastgelegd door Jacob Olie in 1895